# Гретштат
Гретштат (њем. Grettstadt) општина је у њемачкој савезној држави Баварска. Једно је од 29 општинских средишта округа Швајнфурт. Према процјени из 2010. у општини је живјело 4.184 становника. Посједује регионалну шифру (AGS) 9678138.

## Географски и демографски подаци
Гретштат се налази у савезној држави Баварска у округу Швајнфурт. Општина се налази на надморској висини од 232 метра. Површина општине износи 34,9 km². У самом мјесту је, према процјени из 2010. године, живјело 4.184 становника. Просјечна густина становништва износи 120 становника/km².